# Vaideeni
Vaideeni est une commune roumaine située dans le județ de Vâlcea.